# Abraxas flavofasciata
Abraxas flavofasciata är en fjärilsart som beskrevs av Friedrich von Huene 1901. Abraxas flavofasciata ingår i släktet Abraxas och familjen mätare. Inga underarter finns listade i Catalogue of Life.